# Punta Rasa

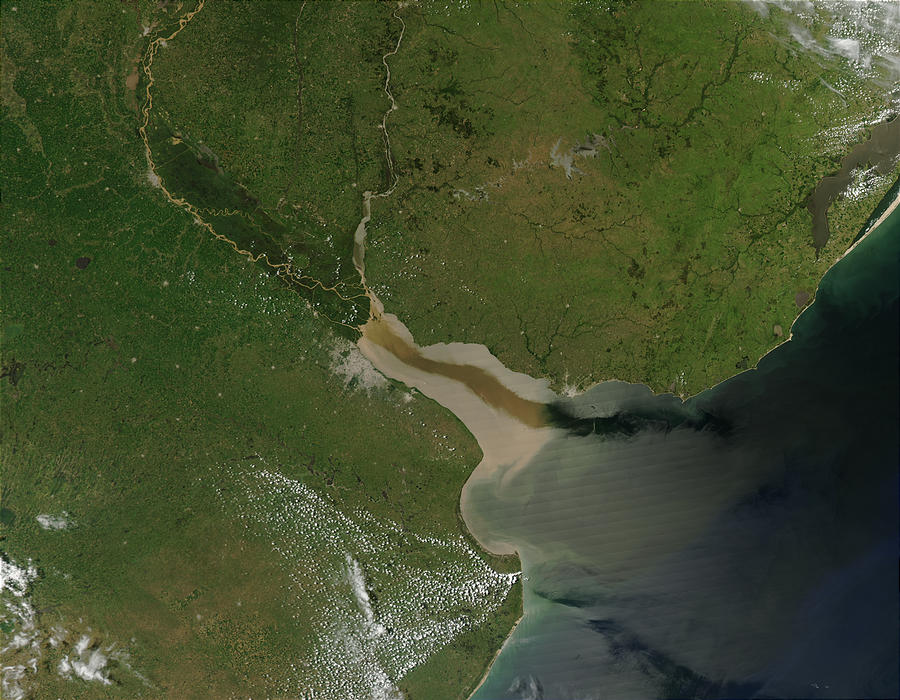
O estuário do Rio da Prata

A Punta Rasa se encontra localizada no extremo sul da Bahía de Samborombón e no extremo norte do Cabo San Antonio da província de Buenos Aires, Argentina. Conforme o limite onde desemboca o Rio da Prata com o Oceano Atlântico.